# Корнилий (Попов)
Митропроли́т Корни́лий (в миру Константи́н Константи́нович Попо́в; 7 (19) августа 1874, село Никольское, Грязовецкий уезд, Вологодская губерния — 27 октября 1966, Горький) — епископ Русской православной церкви, митрополит Горьковский и Арзамасский.

## Биография
Родился 7 августа 1874 года в селе Никольское-на-Пенье Грязовецкого уезда Вологодской губернии в семье чиновника полиции.
В 1888 году окончил Тотемское духовное училище. В 1894 году окончил Вологодскую духовную семинарию и определён псаломщиком при церкви села Черевково Сольвычегодского уезда.
21 октября 1896 года рукоположен во священника и назначен к Успенской церкви села Путинского Оханского уезда Пермской губернии.
В 1897 году овдовел. 30 марта 1900 года был награждён набедренником.
C 30 декабря 1900 года назначен наблюдателем церковно-приходских школ Пермского уезда с причислением сверх штата к Преображенскому кафедральному собору Перми.
В 1902 коду поступил, а в 1906 году окончил Казанскую духовную академию со степенью кандидата богословия. Определён на должность Ярославского миссионера.
12 сентября 1909 года архиепископом Ярославским Тихоном (Беллавиным) пострижен в монашество с именем Корнилий в честь преподобного Корнилия Комельского с оставлением в должности епархиального миссионера.
27 сентября 1912 года возведён в сан архимандрита, а в 1913 году по совместительству назначен настоятелем Троице-Варницкого Ростовского монастыря Ярославской епархии.
В 1913—1914 годы слушал лекции в Ярославском отделении Археологического института.
Высочайше утверждённым 25 мая 1915 года докладом Святейшего Синода определён епископом Рыбинским, викарием Ярославской епархии с оставлением настоятелем Афанасьевского монастыря в Ярославле. Епископская хиротония состоялась 5 июля в Ярославле.
31 января 1920 года получил титул епископа Романовского, викарием Ярославской епархии.
15 февраля 1921 года Патриарх Тихон назначил его епископом Сумским, викарием Харьковской епархии.

### Карьера в обновленчестве
В сентябре 1922 года уклонился в обновленческий раскол. При переходе в обновленческий раскол сложил с себя монашество: 7 сентября 1922 года постановлением обновленческого ВЦУ сняты монашеские обеты. Когда узнал, что обновленцы признают и епископов-монахов, официально отказаться от своего заявления.
С 19 сентября 1922 года (фактически с 1923 года) по 1 августа 1923 года — обновленческий епископ Вологодский.
24 января 1923 года возведён обновленцами в сан архиепископа.
6 мая 1923 года принял участие в епископской хиротонии Александра Введенского.
В апреле-мае 1923 года был участником обновленческого «Всероссийского Поместного Собора» 1923 года, на котором подписал постановление о лишении сана и монашества Патриарха Тихона.
В июне 1924 года участник Всероссийского предсоборного совещания.
С 23 января 1924 года — обновленческий архиепископ Ярославский.
С 10 апреля 1925 года — обновленческий архиепископ Саратовский.
С 1 сентября 1925 года — обновленческий митрополит Свердловский и Уральской области с местопребыванием в Свердловске. Участник обновленческого «III Всероссийского Поместного Собора» (октябрь 1925 года); избран членом обновленческого Священного Синода.
В октябре 1925 года участник обновленческого собора 1925 года. В феврале 1927 года участник 1-го Всесоюзного миссионерского совещания.
С 22 сентября 1926 года — обновленческий митрополит Воронежский и всея Центральной Чернозёмной области.
В 1927 году, будучи в обновленчестве, делал призыв к пастве об отказе от обновленчества, но сам остался в расколе.
2 октября 1928 года присутствовал на заседании пленума обновленческого Синода.
1 апреля 1931 года награждён правом преднесения креста за богослужениями. 16 июля того же года возглавил в Воронеже хиротонию Петра (Орлова) во епископа Льговского. В 1932 году, в связи с закрытием Троице-Смоленского кафедрального собора перенёс кафедру в Никольскую церковь Воронежа.
В 1935 году арестован, приговорён к пяти годам исправительно-трудовых лагерей. 21 июня 1935 года указом обновленческого первоиерарха митрополита Виталия (Введенского) уволен на покой. Освобождён в 1940 году.
В марте 1942 года указом первоиерарха митрополита Александра Введенского назначен митрополитом Воронежским и Задонским, но гражданская власть отказала ему в регистрации. Служил в Иоанно-Предтеченский церкви села Колегаево Рыбинского района Ярославской епархии в качестве священника
В декабре того же года назначен митрополитом Ярославским и Костромским. 12 сентября 1943 года приезжал в Ульяновск на празднование именин митрополита Александра Введенского, находившегося там в эвакуации.

### Епископ, архиепископ, митрополит Московской Патриархии
4 декабря 1943 года, по принесении покаяния, принят в общение с Московской Патриархией в сане епископа и 8 декабря того же года назначен епископом Сумским и Ахтырским. Назначение на территорию, только что освобождённую от немецкой оккупации, свидетельствует об особом доверии к епископу советских спецслужб.
Участник Поместного Собора 1945 года. В феврале 1945 года возведён в сан архиепископа за архипастырские труды и патриотическую деятельность.
24 апреля 1945 года назначен архиепископом Виленским и Литовским. При нём была в 1946 году открыта, а на следующий год «под давлением местных властей» закрыта Виленская духовная семинария.
В 1945—1947 годах управлял Рижской епархией. Передача им дел митрополиту Рижскому Вениамину (Федченкову), прибывшему на кафедру лишь спустя полгода после назначения на неё, состоялась в Риге 24 февраля 1948 года.
Первым делом владыка принялся за восстановление Свято-Духовского Собора Виленского монастыря. Добился возвращения мощей Виленских мучеников.
В 1946 году ко дню 50-летнего юбилея служения в священном сане (из которых он 21 год провёл в обновленчестве) награждён правом ношения креста на клобуке.
С 18 ноября 1948 года — архиепископ Горьковский и Арзамасский. До 1957 года под его омофором находились приходы Горьковской области и Марийской АССР, затем — только Горьковской области (в 1957 году приходы Марийской АССР были переданы под управление Казанских преосвященных).
23 июня 1952 года, на 6 лет раньше общесоюзного запрета паломничеств, под давлением уполномоченного запретил духовенству посещать святой источник в с. Оранки в праздник Владимирской иконы Божией Матери.
25 февраля 1955 года награждён саном митрополита. 1 июня 1959 года (в день его ангела) состоялось чествование митрополита в связи с приближавшимся 85-летием. На тот момент он был старейшим по возрасту архиереем Московской патриархии. Юбиляру поднесли образ святителя Митрофания Воронежского, в воспоминание его служения епископом Воронежским (в обновленчестве).
Пользуясь преклонным возрастом митрополита, уполномоченный в 1960 году снял с регистрации костяк духовенства епархии (двух благочинных, кафедрального протоиерея и др.). «По состоянию своего здоровья» не имел возможности прибыть на Архиерейский собор 18 июля 1961 года; 14 августа 1961 года ушёл на покой по болезни. Проживал в Горьком.
Скончался 27 октября 1966 года. Был похоронен согласно завещанию в каменной часовенке на погосте Троице-Высоковской церкви, служившей с конца 1941 года кафедральным собором Горьковской епархии.

## Сочинения
- «Творения блаженного Иеронима в борьбе с расколом» (Кандидатское сочинение) // Православный собеседник. 1907, январь. — С. 19 (отчет).
- Речь при наречении настоятеля Ярославского Афанасиевского монастыря епархиального миссоонера архимандрита Корнилоя во епископа Рыбинскаго // Ярославские епархиальные ведомости. 1915. — № 29. — Часть неофиц. — С. 625—629;
- Речь, сказанная в Знаменской часовне перед молебном Пресв. Богородице в пятницу, 3-го марта, по получении известия о междоусобной брани в Петрограде // Ярославские епархиальные ведомости. 1917. — № 9/10. — С. 109;
- Речь пред молебном по прочтении манифеста об отречении государя Николая II от престола, сказанная в Знаменской часовне в 6 часов // Ярославские епархиальные ведомости. 1917. — № 9/10. — С. 109—110
- Обращение епископа Корнилия, при вступлении на Вологодскую кафедру, к пасомым и пастырям церкви Вологодской // Церковная заря (Вологда). 1922. — № 4. — С. 1-5.
- Духовенству и прихожанам всех приходских церквей Вологодской епархии // Церковная заря (Вологда). 1923. — № 5. — С. 5-6 (в соавт. с прот. А. Сахаровым, прот. Т. Н. Шаламовым и др.)
- Обращение Корнилия, митрополита Воронежского и Задонского, к Воронежской пастве // Вестник Священного Синода Православной Российской Церкви 1927. — № 3 (16). — С. 20-24.
- [Отречение от общения с обновленческим сборищем] / Акт о воссоединении обновленческого епископа Корнилия (Попова) // Журнал Московской патриархии. 1943. — № 4. — С. 10